# オールドオーチャードビーチ

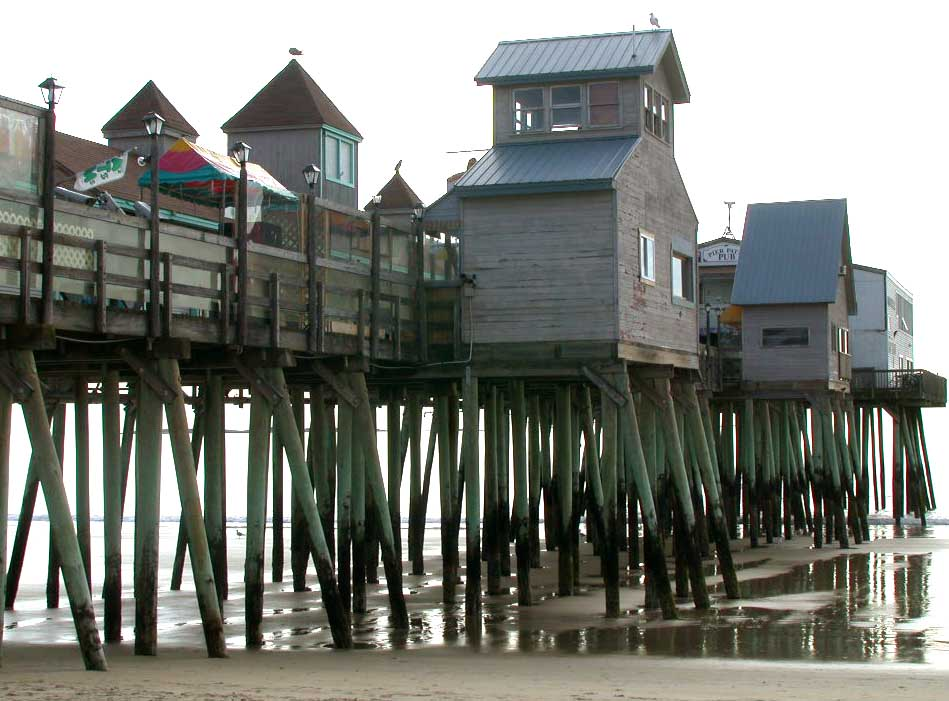
オールドオーチャードビーチ・ピア

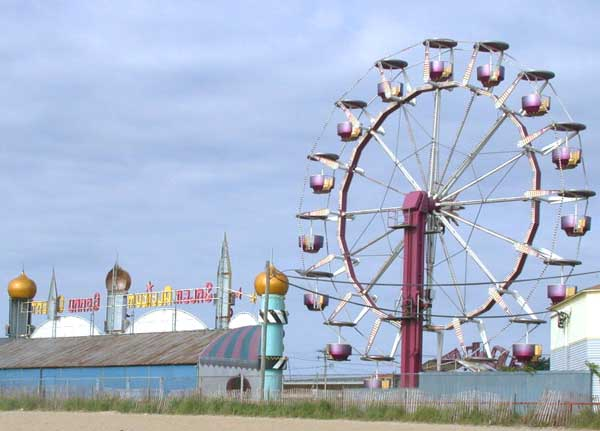
ビーチ沿いの観覧車

オールドオーチャードビーチ（Old Orchard Beach）は、アメリカ合衆国メイン州のヨーク郡にある町。人口は8,960人（2020年） 。ポートランドの南西20kmに位置する。国勢調査指定地域の中にある。
町は大西洋に面している。10kmにわたってビーチが広がっており、夏のリゾート地になっている。ダウンタウンにはハマグリ料理店やTシャツを売る店が並ぶ。観光名所のひとつとなっている木造のピア（埠頭）には土産物屋が並んでいる。ビーチ沿いには夏の別荘やコンドミニアム、モーテル、ベッド・アンド・ブレックファストが建ち並び、観覧車を有する遊園地もある。

## 歴史
出典: オールドオーチャードビーチ商業局サイト 
オールドオーチャードビーチの歴史は1653年にさかのぼることができる。その4年後、1657年には、この地への最初の入植者であるトーマス・ロジャース（Thomas Rogers）がGarden by the Sea（海のそばの庭）と呼ばれる入植地を建設した。数年後、入植地は150人ものネイティブ・アメリカンの軍勢に襲撃されるが、ビーチの近くで10人の軍人が追い払った。しかし、その10人の軍人に加勢した町の人々はことごとく殺され、ロジャースの家も焼き払われてしまった。
オールドオーチャードビーチの名は丘の上にあった古いリンゴの果樹園（オーチャード）に由来している。当時の船乗りたちはこの果樹園をランドマークとしていたのである。

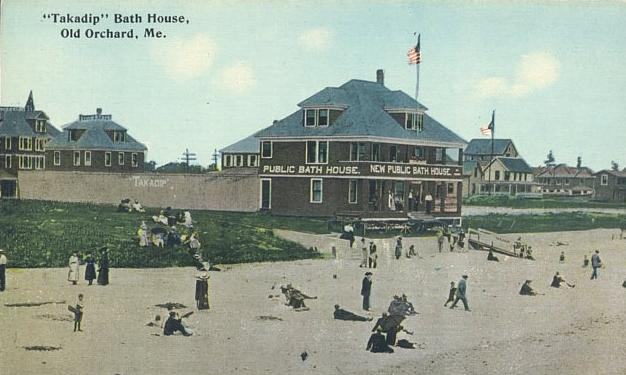
オールドオーチャードビーチの公衆浴場。1914年。

1820年にはマサチューセッツ州から分離独立する形でメイン州が州に昇格した。この頃からオールドオーチャードビーチは夏のリゾート地としての道を歩み始めるようになった。メイン州の州昇格と同年、オールドオーチャードビーチに初めての本格的な宿泊施設ができた。1837年、地元の農園主E.C.ステープルズ（E.C.Staples）が現在のオールドオーチャド通りの近くに宿泊施設をつくった。さらに1842年にはボストンとポートランドの間に蒸気機関車が開通し、オールドオーチャードビーチの西3kmのところに駅ができた。1851年には、ステープルズ通りの近くに観光客向けのシーフードレストランが開業した。1853年にはモントリオールとオールドオーチャードビーチとを結ぶ鉄道が開通し、カナダから最も近いビーチとして観光客を呼びこんだ。
南北戦争後、オールドオーチャードビーチはさらに発展を続けた。1873年に開通したボストン・アンド・メイン鉄道はオールドオーチャードビーチの町の中心部を貫いて通った。1892年にはビッドフォード（Biddeford）とオールドオーチャードビーチの西に位置するサーコ（Saco）との間を通っていた馬車がトロリーに取って代わられた。1898年には初めてのピア（埠頭）が完成した。この鋼鉄製のピアは長さが540mあり、海面から6mの高さにつくられていた。しかし、同年11月にピアは大きな損傷を受けてしまった。1900年には最初の町庁舎が建立され、1902年には最初の遊園地が完成した。1903年には、オールドオーチャードビーチとポートランドを結ぶ全長22kmの電気鉄道が開通した。同電鉄はオールドオーチャードビーチとポートランドを1時間未満で結んだ。運賃は20セントであった。
リゾート地として順調に発展していったオールドオーチャードビーチであったが、災害にも見まわれた。1907年の大火の際には、ビーチフロント・エリアが炎に包まれ、ビーチ沿いの建物・施設のほとんどが焼失した。ポートランド、ビッドフォード、サーコなど周辺の市や町からも消防士が応援にかけつけたが、ポンプの水圧が低かったこともあり、消火は難航した。1909年にオールドオーチャードビーチを襲った嵐はピアを壊し、その長さを210mに縮めた。ピアは1978年の嵐でそのほとんどが壊された。現在の木製のピアは、1980年6月につくられたものである。
イベントも多数開催された。1910年には自動車の100マイルレースが開催され、デイブ・ルイス（Dave Lewis）が優勝した。1920年代から1930年代にかけては、ビッグバンドがよく演奏会を開いた。ピアのカジノでは夏になると著名なバンドが演奏し、その時期にオールドオーチャードビーチを訪れた観光客たちはダンスに興じた。
また、オールドオーチャードビーチは大西洋横断飛行の基地ともなった。チャールズ・リンドバーグの大西洋無着陸横断飛行成功のあと、触発されるように大西洋横断を目指した飛行家たちは、オールドオーチャードビーチの固く締まった長いビーチを滑走路として利用し、海の向こう、ヨーロッパへと飛び立っていったのである。

## 地理

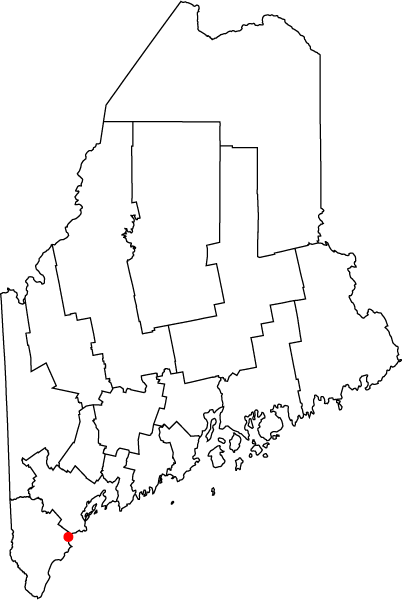
オールドオーチャードビーチの位置

オールドオーチャードビーチは北緯43度30分49秒 西経70度23分7秒 / 北緯43.51361度 西経70.38528度（43.513714, -70.385363）に位置している。町は大西洋のビーチに沿って広がっている。町の中心部は北東-南西方向へ約3km、北西-南東方向へ約1kmの範囲内に収まっている。
アメリカ合衆国統計局によると、オールドオーチャードビーチは総面積19.6km²（7.6mi²）である。このうち19.3km²（7.4mi²）が陸地で0.3km²（0.1mi²）が水域である。総面積の1.32%が水域となっている。
オールドオーチャードビーチの気候は涼しく過ごしやすい夏と寒い冬に特徴付けられる。7月・8月でも月平均気温は摂氏20度程度である。冬は月平均で氷点下7度程度で、日中でも氷点下の日が続く。降水量は月75-110mm程度で1年を通じてほぼ一定であり、年間では1,000-1,200mm程度である。冬の降雪量は月間50cmにも達する。このような気候に加え、ニューイングランドの中心都市で、メガロポリスの最東端をなす大都市ボストンから車で1時間半ほどと近いため、オールドオーチャードビーチは夏になるとリゾート地として賑わう。一方、冬はオフシーズンとなる。

## 交通

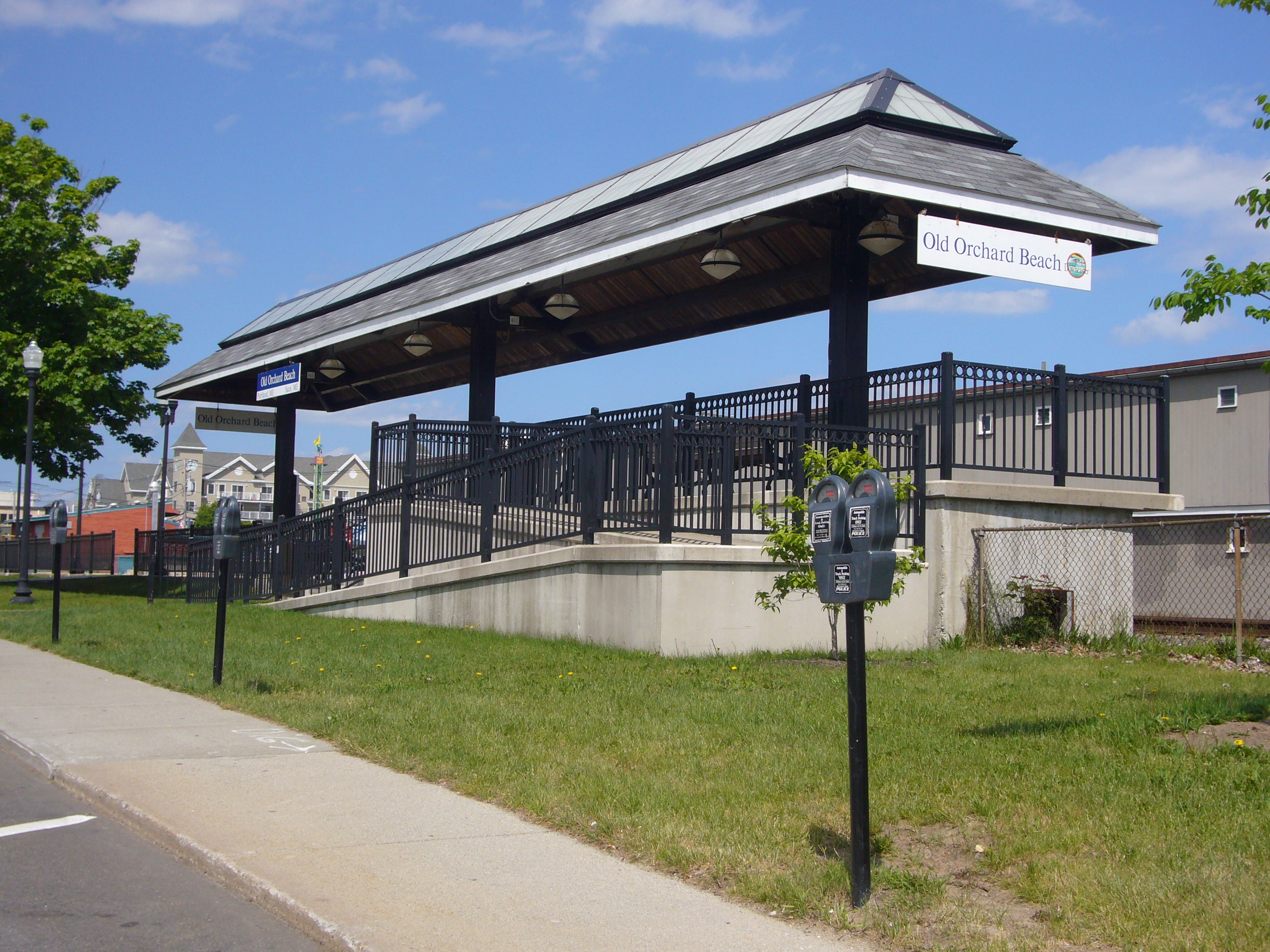
オールドオーチャードビーチ駅

### 空港
オールドオーチャードビーチの玄関口となる空港はポートランドにあるポートランド国際ジェットポートである。また、ボストンのローガン国際空港も利用可能な距離にある。

### 鉄道
アムトラックのオールドオーチャードビーチ駅はファースト・ストリート11にある。ブランズウィックとボストン間の昼行中距離列車ダウンイースター号が夏季期間中のみ1日5往復停車する。冬季のオフシーズンには同列車がオールドオーチャードビーチ駅に停車しないので、約6km西のソコー駅が最も近い駅となる。

### 道路
州間高速道路95号線は町の北西を走っており、中心部からは少し離れている。I-95の支線であるI-195が町の入り口、中心部の西約2km程度のところまで通じており、町とI-95本線とをつなぐ役割を果たしている。I-95本線は大西洋岸の主要都市を結んで南北に走る幹線である。

## 人口動勢
以下は2000年国勢調査における人口統計データである。
| 基礎データ - 人口: 8,856人 - 世帯数: 4,294世帯 - 家族数: 2,254家族 - 人口密度: 459.0人/km²（1,188.8人/mi²） - 住居数: 6,222軒 - 住居密度: 322.5軒/km²（835.3軒/mi²） 人種別人口構成 - 白人: 97.54% - アフリカン・アメリカン: 0.56% - ネイティブ・アメリカン: 0.28% - アジア人: 0.46% - 太平洋諸島系: 0.23% - その他の人種: 0.89% - ヒスパニック・ラテン系: 1.02% 年齢別人口構成 - 18歳未満: 19.1% - 18-24歳: 6.5% - 25-44歳: 33.2% - 45-64歳: 26.2% - 65歳以上: 14.9% - 年齢の中央値: 40歳 - 性比（女性100人あたり男性の人口） - 総人口: 96.5 - 18歳以上: 94.0 | 世帯と家族（対世帯数） - 18歳未満の子供がいる: 22.7% - 結婚・同居している夫婦: 38.7% - 未婚・離婚・死別女性が世帯主: 10.1% - 非家族世帯: 47.5% - 単身世帯: 38.6% - 65歳以上の老人1人暮らし: 11.7% - 平均構成人数 - 世帯: 2.05人 - 家族: 2.73人 収入と家計 - 収入の中央値 - 世帯: 36,568米ドル - 家族: 47,952米ドル - 性別 - 男性: 36,089米ドル - 女性: 26,429米ドル - 人口1人あたり収入: 20,929米ドル - 貧困線以下 - 対人口: 11.0% - 対家族数: 7.7% - 18歳未満: 14.7% - 65歳以上: 15.1% |

## 姉妹都市
オールドオーチャードビーチは以下の都市と姉妹都市提携を結んでいる。
- ミミザン（フランス）